# De danske Vaabenbrødre
De danske Vaabenbrødre var en dansk forening af krigsveteraner fra de slesvigske krige. Foreningen blev stiftet 1859 af veteraner fra Treårskrigen og var i hele sin levetid kun åben for personer, der havde deltaget i de to krige. Derfor fik foreningen også en naturlig udløbstid, og i 1930 blev foreningen slået sammen med De samvirkende danske Forsvarsbroderselskaber. Den sidste våbenbroder (dvs. medlem af selskabet) døde i 1941 og året efter ophørte selskabet. Den første afdeling blev grundlagt i Aarhus 1. oktober som Vaabenbrødreforeningen for Aarhus og Omegn, og 31. oktober blev foreningen i Horsens oprettet. Siden fulgte lokalafdelinger i mange danske byer.

## Historie
Foreningens formål var via kontingentbetaling at opbygge en formue, der kunne anvendes på broderlig hjælp, såsom understøttelse under sygdom, begravelseshjælp, billige lån og desuden social understøttelse i tilfælde af trang. Også hustruer og enker kunne modtage hjælp. Senere blev adgangen til selskabet yderligere begrænset. Selskabet vedtog på en generalforsamling, at fra 1876 kunne ingen veteraner, som endnu stod uden for selskabet, indmelde sig i selskabet som nydende medlemmer og få andel i selskabets ydelser.
Våbenbrødrenes gennemsnitsalder var 1. april 1934 nået op på 93½ år, og derfor havde medlemmerne allerede på generalforsamlingen den 16. og 17. juni 1927 vedtaget, at når den tid oprandt, hvor de ikke længere selv at kunne varetage administrationen af våbenbrødreselskabet, skulle ledelsen af disse og tilsynet med midlerne overgå til bestyrelsen for De samvirkende danske Forsvarsbroderselskaber, der var blevet oprettet som soldaterforening i 1905. Dette skete den 1. januar 1930, idet administrationen overgik til et tilsynsråd, som bestod af 2 repræsentanter for våbenbrødrene og 3 for forsvarsbrødrene. Formanden for De samvirkende danske Forsvarsbroderselskaber, folketingsmand, forpagter Johannes Ulrich, blev tilsynsrådets første formand. Først i 1942 blev De danske Vaabenbrødre dog helt nedlagt.
Samtidig besluttede medlemmerne, at når alle våbenbrødrene og alle enker var døde, skulle eventuelt resterende midler samles i et legat: "De danske Vaabenbrødres Mindelegat", hvis renter årligt skulle tjene til understøttelse af veltjente militære af land- & søværn, fortrinsvis forsvarsbrødre.
I nogle byer fik foreningen en markant tilstedeværelse. Således opførtes 1876 Vaabenbrødrenes Stiftelse i Næstved ved arkitekt Charles Abrahams. Afdelingen i Næstved var grundlagt 30. marts 1862 og stiftelsen kom til 13. marts 1870.
Komponisten Carl Lumbye skrev en Vaabenbrødre Marsch til selskabet.

## Formænd
Denne liste er ufuldstændig; hjælp gerne med at udfylde den.
- Wilhelm Holst
- Poul Egede Glahn
- Theodor Freiesleben